# Торакоцентеза
Торакоцентеза или декомпресија иглом (често коришћен термин), јесте инвазивна медицинска процедура за уклањање течности или ваздуха из плеуралног простора у дијагностичке или терапеутске сврхе. Изводи се тако што се канила, или шупља игла, пажљиво уводи у грудни кош, обично након примене локалне анестезије. Поступак је први извео Morrill Wyman 1850. године, а затим га је описао Henry Ingersoll Bowditch 1852. године.
Препоручена локација пласирања игле варира у зависности од извора. Неки извори препоручују средњу аксиларну линију, у осмом, деветом или десетом међуребарном простору. Кад год је то могуће, процедуру треба изводити под надзором ултразвука, што се показало да значајно смањује број компликација.
Једна од главних индикација је тензијски пнеумоторакс који захтева хитну медицинску помоћ односно  декомпресију иглом пре постављања грудне цеви.

## Употреба
Најчешћи случајеви у којима је индикована торакоцентеза могу бити:
- Примарни излив у грудном кошу: може се урадити код свих оних пацијената који имају торакални излив;
- Инфекције: када постоји сумња на присуство инфициране течности у грудима;
- Рак: у неким случајевима торакоцентеза може помоћи у постављању дијагнозе узимањем узорка туморских ћелија;
- Терапијски: присуство велике количине течности може ометати респираторну функцију плућа; у овом случају уклањање течности може омогућити побољшање дисања.

## Контраиндикације
Релативна контраиндикација се односи на  неоперативне пацијенте и/или за пацијенте са поремећајима коагулације. 

## Ризици
Ризици који могу настати су:
- Крварење, које може настати приликом увођења игле која оштети крвни суд . Обично престаје спонтано, али у неким случајевима може изазвати хематом, или ретко може да се акумулира у плеуралној шупљини (у том случају може бити неопходна дренажа грудног коша или чак операција).
- Колапс плућа и у другим случајевима, када   плућа могу бити пробушена. Ако је перфорација минимална, може брзо да зарасте; ако је перфорација значајна, ваздух може ући у плеуралну шупљину и изазвати колапс плућа, познатији као пнеумоторакс. У овим случајевима, грудна цев се користи за одвод ваздуха из плеуралне шупљине како би се омогућило плућима да се поново прошире.

Како би се ризици торакоцентезе свели на минимум, може се користити ултразвук да се прати увођење игле.